# Махинько, Алексей Пантелеевич
Алексей Пантелеевич Махинько — советский хозяйственный, государственный и политический деятель, Герой Социалистического Труда.

## Биография
Родился в 1918 году в Маловисковском районе Кировоградской области. Член КПСС
Учитель, затем участник Великой Отечественной войны. С 1946 года — на хозяйственной, общественной и политической работе. В 1946—1978 гг. — организатор сельскохозяйственного производства в Кировоградской области, председатель колхоза «Победа» Маловисковского района Кировоградской области Украинской ССР.
Указом Президиума Верховного Совета СССР от 31 декабря 1965 года присвоено звание Героя Социалистического Труда с вручением ордена Ленина и золотой медали «Серп и Молот».
Умер в Кировоградской области в 1982 году.